# 파티 하르비예
《파티 하르비예》(튀르키예어: Fatih Harbiye)는 2013년부터 2014년까지 방영된 터키의 텔레비전 드라마이다.